# Ostfriesische Lufttransport

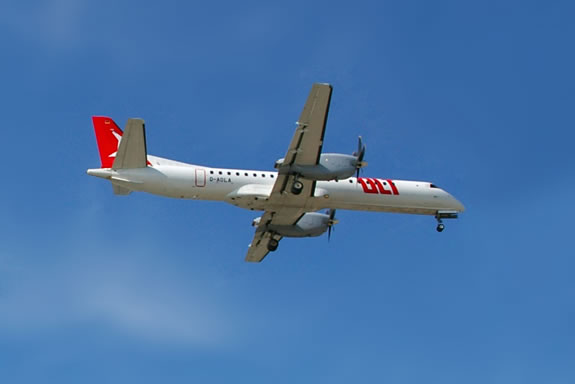
Máy bay SAAB 2000 của Ostfriesische Lufttransport sắp đáp xuống Sân bay thành phố London

Ostfriesische Lufttransport, viết tắt là OLT (mã IATA = OL, mã ICAO = OLT) là hãng hàng không của Đức, trụ sở ở Emden. Hãng có các tuyến đường chở khách thường xuyên trong vùng và các chuyến bay thuê bao tới các nước châu Âu. Căn cứ chính của hãng ở sân bay Bremen.

## Lịch sử
Ostfriesische Lufttransport được thành lập tại Emden năm 1958, ban đầu hoạt động như hãng máy bay taxi chở khách tới các đảo ở Bắc Hải. Sau đó hãng có các chuyến bay thuê bao tới các nước châu Âu và từ năm 1991 có các tuyến đường thường xuyên chở khách trong vùng. Hãng do Reederei Agems sở hữu 74.9% và FLN Frisia Luftverkehr (Reederei Norden-Frisia) 25.1%. Hãng hiện có 118 nhân viên (tháng 3/2007).

## Các nơi đến
(Tháng 6/2008):
- Đức
  - Borkum
  - Bremen
  - Bremerhaven
  - Köln/Bonn
  - Emden
  - Hamburg
  - Heide-Büsum
  - Helgoland
  - Heringsdorf/Usedom
  - München
  - Nürnberg
  - Rostock
- Vương quốc Liên hiệp Anh và Bắc Ireland
  - Bristol
- Bỉ
  - Brussels
- Đan Mạch
  - Copenhagen
- Hà Lan
  - Eindhoven
- Pháp
  - Toulouse
- Thụy Sĩ
  - Zürich

## Đội máy bay
(Ngày 17.6.2008):
- 2 Fokker 100
- 3 Saab 2000
- 1 Saab 340A
- 1 Saab 340B

Tính tới 17.6.2008, tuổi trung bình các máy bay của Ostfriesische Lufttransport là 15.9 năm ().